# علي مسري
علي مسري ، لاعب كرة قدم إماراتي معتزل .
العمر 28 سنة.
لعب مع منتخب الإمارات لكرة القدم و أندية العين والوصل و الظفرة ودبي و بني ياس .
اخر مباراة كانت له مع المنتتخب كانت امام البرازيل الودية.
من أفضل المدافعين في الإمارات هو ومحمد قاسم وراشد عبد الرحمن وبشير سعيد.

## روابط خارجية
- علي مسري على موقع قاعدة بيانات كرة القدم.إي يو (الإنجليزية)
- علي مسري على موقع ناشيونال فوتبول تيمز (الإنجليزية)
- علي مسري على موقع كووورة